# 葉安婷
葉安婷（Ann Yeh，1982年7月4日—），臺灣女演員、模特兒，出生於臺灣臺北市。

## 電視劇
- 2001年 華視《流星花園》飾 李真
- 2002年 台視《再見螢火蟲》飾 安婷
- 2003年 華視《美麗俏佳人》飾 方穎
- 2004年 中視《女人要有錢》飾 歡歡
- 2004年 八大綜合台《我是男子漢》飾 小優
- 2006年 衛視中文台《驚異傳奇－吻別》 飾 羅麗塔

## 電影
- 2000年《飆車之車神傳說》飾 迪加
- 2001年《蘋果咬一口》
- 2003年《飛躍情海》
- 2009年《愛到底》飾 空姐
- 2012年音樂微電影《第一首情歌》飾 安婷

## MTV
- 無印良品《身邊》MTV女主角
- 林志穎《稻草人》MTV女主角
- 李心潔《對面男孩看過來》MTV女主角
- 黄立行《冷水澡》MTV女主角

## 廣告CF
- 1997年《高健C檸檬水》
- 1997年《Channel V》
- 1997年《統一鍋燒麵》
- 1997年《波卡洋芋片》
- 1997年《7-11重量杯》
- 1999年《可伶可俐》洗面乳
- 2000年《懷潔衛生護墊》
- 2000年《中華電信電話卡》

## 平面作品
- 飛利浦
- 百樂搖搖筆
- 可伶可俐洗面乳
- 寶島眼镜
- 大葉高島屋百貨

## 外部連結
- 葉安婷在香港影庫上的簡介